# Louis Alphonse de Brébisson
Louis Alphonse de Brébisson (Falaise, 1798 - 1872) fue un zoólogo, botánico, micólogo, briólogo, algólogo y fotógrafo francés.
Fue destacado por su Flore de la Normandie que conoció múltiples reediciones, siendo Brébisson uno de los primeros botánicos en descubrir las algas microscópicas. Participó, con Persoon (1755-1837), Dechauffour de Boisduval (1799-1879) y con Gaillon (1798-1872), en la Flore générale de France ou Iconographie, description et histoire de toutes les plantes emprendido por Loiseleur-Deslongchamps (1774-1849) (Ed. Ferra jeune, París, 1828-1829).
También se interesó en la fotografía, para 1839, y Brébisson fue un pionero en Normandía de ese arte naciente, contribuyendo a perfeccionar por sus numerosos experimentos y publicaciones sobre la materia. Como artista fotográfico, contribuyó a la emergencia de una Escuela Normal de Fotografía, debido a sus amplios contactos que mantenía con otros fotógrafos de su región. Fue miembro fundador de la Sociedad francesa de Fotografía el 30 de noviembre de 1854, y Brébisson igualmente participa de la Exposición Universal de Londres (1862).
La Mediateca de la Arquitectura y su patrimonio posee 600 de sus planchas a la albúmina y al colodión.

## Obra

### Botánica
- Additions à la liste des desmidiées de la Basse-Normandie et explication des planches, Cherbourg, Feuardent, 1857
- Algues des environs de Falaise décrites et dessinées par MM. de Brébisson et Godey, Falaise, Brée L’aîné, 1835
- Coléoptères de Normandie, [S.l. : s.n.], 1835-1875
- Considérations sur les Diatomées : et essai d’une classification des genres et des espèces appartenant à cette famille, Falaise, Brée, 1838, réimp. 1979
- De la Structure des valves des diatomacées, Paris, Savy, 1872
- Description de quelques nouvelles diatomées observées dans le guano du Pérou : formant le genre Spatangidium, Caen, A. Hardel, 1857
- Diatmacées ; renfermées dans de le médicament vermifuge connu sous le nom de Mousse de Corse, Falaise, France, 1872
- Flore de la Normandie : phanérogames et cryptogames semi-vasculaires, Caen, Le Blanc-Hardel, 1836-69, 400 p.
- L’étudiant micrographe ; traité théorique et pratique du microscope et des préparations, Paris, Delahaye, 1865
- Mémoire sur les diatomées, Paris, l'Auteur, 1839
- Mousses de la Normandie, Falaise : A. de Brébisson, 1826-39
- Note sur quelques diatomées marines rares ou peu connues du littoral de Cherbourg, Paris, F. Savy, 1867
- Quelques remarques sur le genre Filago, et sur les espèces ou variétés qu’il renferme en Normandie, Caen, Blanc-Hardel, 1868
- Résumé d’un cours de botanique élémentaire présenté, Falaise, Brée l’aîné, 1837
- Statistique de l’arrondissement de Falaise, Falaise, Brée l’aîné, 1826-1828 ; Paris, Res Universis, 1993

### Fotografía
- Collodion sec instantané détails complets sur ce procédé : suivis d’un appendice renfermant une revue de plusieurs méthodes de collodion sec, Paris : Leiber, 1863
- De quelques modifications apportées aux procédés du daguerréotype, Falaise, Imprimerie de Levavasseur, 1841
- Glanes photographiques. Notes complémentaires concernant la photographie sur papier, Paris, C. Chevalier, 1848
- Nouvelle méthode photographique sur collodion, donnant des épreuves instantanées négatives et positives ; traité complet des divers procédés, Paris, C. Chevalier, 1853
- Œuvre de grands photographes, Paris, Bibliotheque Nationale, 1982
- Photographie. Collodion sec instantané; détails complets sur ce procédé, suivis d'un appendice renfermant une revue de plusieurs méthodes de collodion sec, Paris, Leiber, 1863
- Photographie. Simplifications des appareils et des procédés propres au daguerréotype, Falaise, Levavasseur, imprimeur-librarie, 1846
- (en inglés)The history and practice of the art of photography or, The production of pictures through the agency of light : containing all the instructions necessary for the complete practice of the daguerrean and photogenic art, both on metallic plates and on paper, New York, Putnam, 1853, ©1849
- Traité complet de photographie sur collodion, répertoire de la plupart des procédés connus, Paris, C. Chevalier, 1855

## Honores

### Eponimia
- (Onagraceae) Brebissonia Spach[1]

## Fuente
- E. Bacot, A. de Brébisson, A. Humbert de Molard : trois photographes en Basse-Normandie au s.XIX : naissance d’un art : la photographie, Caen, L’Association, 1989

- La abreviatura «Bréb.» se emplea para indicar a Louis Alphonse de Brébisson como autoridad en la descripción y clasificación científica de los vegetales.[2]

## Abreviatura (zoología)
La abreviatura Brébisson  se emplea para indicar a Louis Alphonse de Brébisson como autoridad en la descripción y taxonomía en zoología.